# Giraumont (Oise)
Giraumont è un comune francese di 577 abitanti situato nel dipartimento dell'Oise della regione dell'Alta Francia.

## Società

### Evoluzione demografica
Abitanti censiti